# Бердов, Дмитрий Михайлович
Дми́трий Миха́йлович Бе́рдов (в наградном листе — Бёрдов) (12 октября 1915, село Гагарино, Вятская губерния — 4 января 1944, Белоцерковский район, Киевская область) — старший лейтенант Рабоче-крестьянской Красной Армии, участник Великой Отечественной войны, Герой Советского Союза (1944).

## Биография
Дмитрий Бердов родился 12 октября 1915 года в селе Гагарино в крестьянской семье. После окончания школы работал в колхозе бригадиром, председателем хозяйства. В 1939 году был призван на службу в Рабоче-крестьянскую Красную Армию. С января 1942 года — на фронтах Великой Отечественной войны, в том же году вступил в ВКП(б). Начал воевать сержантом, командиром миномётного расчёта. Участвовал в боях на Брянском и 1-м Украинском фронтах.
Отличился во время боёв за Малоархангельск и битвы на Курской дуге. В феврале 1943 года, во время боёв за Малоархангельск, в течение двух дней Бердов руководил миномётным взводом, был наблюдателем и корректировщиком огня. После гибели командира роты принял командование и успешно выполнил боевую задачу. Во время Курской битвы рота Бердова в течение пяти дней сдерживала натиск противника, отразив только за первый день 16 немецких атак. Получил ранение в голову, но поля боя не покинул, продолжив командование подразделением. Участвовал впоследствии в освобождении Украины, в том числе Киева, и в битве за Днепр. Особо отличился в боях за освобождение Белоцерковского района Киевской области в декабре 1943 — январе 1944 годов. К тому времени старший лейтенант Дмитрий Бердов командовал миномётной ротой 78-го стрелкового полка 74-й стрелковой дивизии 40-й армии 1-го Украинского фронта.
31 декабря 1943 года Бердов выдвинул роту на заданный рубеж в районе села Шкаровка Белоцерковского района и замкнул кольцо окружения немецких подразделений. В течение трёх суток Бердов отражал постоянные контратаки противника. Израсходовав мины, Бердов уничтожал врагов из пулемёта, а его подчинённые — из автоматов и карабинов. 4 января 1944 года Бердов, получив тяжёлое ранение и будучи окружённым вражескими солдатами, подорвал себя связкой гранат вместе с ними. Похоронен в селе Глыбочка Белоцерковского района.
Указом Президиума Верховного Совета СССР от 25 августа 1944 года за «образцовое выполнение боевых заданий командования на фронте борьбы с немецко-фашистским захватчиками и проявленные при этом мужество и героизм» старший лейтенант Дмитрий Бердову посмертно был удостоен высокого звания Героя Советского Союза.
Был также награждён орденами Ленина, Отечественной войны 1-й степени, Красной Звезды, медалью «За отвагу». В память о нём на здании школы, где он учился, установлена мемориальная доска.

## Комментарии
1. ↑  Село Гагарино (Гагары, Гогарское, Гагарская, Гагарский) в последующем входило в состав Верхолемского сельсовета Унинского района Кировской области; не сохранилось[1].